# Милутин Гргур
Милутин Гргур је црногорски спортски новинар, телевизијски и радио коментатор.

## Биографија
Рођен је 8. маја 1968. године у Плужинама, у Пиви. Школовао се у родном месту, затим у Фочи, Сарајеву, Никшићу и Београду.
Новинар је и уредник Телевизије Црне Горе од 1994. године. Новинарством је почео да се бави још као средњошколац, када је био водитељ Омладинског радија.
Оснивач је и Омладинског програма на Никшићком радију.
Коментатор је преноса из свих сфера спортских догађаја: од домаћег фудбала, репрезентације, све до Светског првенства и Олимпијских игара.
По вокацији је глумац: у младости је глумио у филмовима и серијама Саве Мрмака, Мирослава Мандића, Здравка Велимировића. Суоснивач је и глумац Омладинског и ФФ театра, као и позоришта Точак.
Иза себе има 4 филмска остварења кроз која показује своју љубав према спорту:
- Родитељи и деца - учесници Олимпијских игара;
- Једна, односно Оне, снимљен за Међународни олимпијски комитет и Еуроспорт о црногорским рукометашима;
- Једрима кроз вјекове, који је награђен специјалном наградом жирија на Међународном фестивалу туристичког филма у Хрватској у конкуренцији 188 филмова из 143 земље;
- Више од игре, више од живота